# Nudismo en Brasil

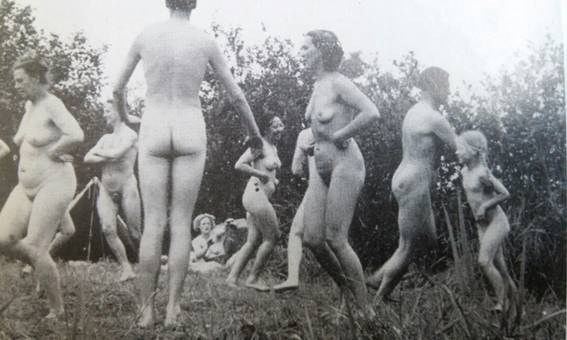
Foto publicada por la revista Saúde e Nudismo (1953). En ella se retrataba a mujeres junto a hombres y niños en actividades cotidianas para disipar la idea de pornografía.

El nudismo en Brasil surgió en la década de 1930, con un auge editorial en la década de 1950. Mezclaba ideas conservadoras y progresistas que abarcaban el feminismo, la educación sobre la sexualidad infantil, las prácticas de salud e higiene y el nacionalismo. El movimiento fue perseguido durante su surgimiento y muchos de los escritores de la época fueron procesados.

## Contexto

### Desnudez

#### Desnudez femenina
El movimiento naturista fue una serie de discursos progresistas y moralistas que pretendían aumentar la inclusión de la mujer dentro de la cultura de la época. Muchos buscaban poner fin a la sumisión femenina, pero no había interés en cambiar los roles de género. El nudismo buscaba combatir la vanidad, ya que las mujeres ocultaban sus cuerpos y enfatizaban sus rostros. Este intento de ocultar el propio cuerpo acabaría provocando una decepción masculina, debido a una expectativa exagerada. Además, el nudismo también revelaría las cualidades morales y religiosas de las mujeres, donde el pudor y la ostentación en la vestimenta eran vistos como un error. La belleza femenina también era descrita de forma diferente en las revistas naturistas de la época, con el uso de adjetivos como «bronceada», «flexible», «vivaz», «armoniosa» y «saludable».
Las mujeres eran vistas como más cercanas a la naturaleza debido a sus atributos biológicos y se dieron explicaciones para la baja participación femenina en el movimiento, como la prohibición por parte de sus maridos. Según la revista Naturismo, el hombre «no soporta la idea de que su mujer quede expuesta a los ojos de los demás, considerando esto una ofensa a sus derechos».

#### Desnudez infantil
También se fomentaba la práctica del nudismo entre los niños. Hubo un cambio global en la comprensión de la sexualidad infantil causado, entre otros, por Sigmund Freud, quien consideraba al niño «naturalmente sexual». Las ideas de Havelock Ellis fueron muy importantes en la mentalidad brasileña respecto a la desnudez infantil, que intentó analizar desde la perspectiva de la razón.
En Brasil, la discusión sobre la sexualidad infantil se venía dando desde la década de 1920 con el objetivo de «mejorar la raza», donde algunos veían la educación sexual de los niños como una forma de evitar problemas de carácter higiénico, cultural, social, político y económico, además de la posibilidad de monitorear la actividad sexual infantil. La desnudez también era considerada una característica intrínseca de la infancia, siendo vista como natural por los sectores más seculares de la sociedad. Quienes se oponían a menudo eran religiosos y afirmaban que la práctica corrompería las mentes de los niños.

### Educación
También se pretendía combatir las influencias de la modernidad, como la industria, el ocio y el entretenimiento (cine, moda, etc.), que a menudo estaban vinculadas a la sexualidad extrema. Se promocionaron países de Europa y Estados Unidos como lugares donde ya se habían producido grandes «avances civilizatorios». Con ello, el naturismo también tendría una faceta nacionalista, donde estaría ligado a una educación que conduciría a un gran Brasil. Además, las publicaciones naturistas a veces predicaban ideas conservadoras, incluso cristianas, como la defensa de la familia y la pureza espiritual.
El nudismo infantil también estaba vinculado a la educación, ya que transmitía la idea de paz en medio de la naturaleza, en contraste con el entorno urbano. En otras palabras, se trataba de una psicología experimental cuyo objetivo era regresar al estado infantil, antes de que la mente fuera corrompida por la sociedad. Un argumento importante del movimiento naturista fue el estudio de la anatomía.

### Higiene y salud
Otro punto importante fue el contrapunto a las ideas predicadas por los médicos y eugenistas. Brasil era un país plagado de problemas de saneamiento básico y la desnudez era sinónimo de deformidades y enfermedades. Por tanto, la exhibición del cuerpo, o incluso el nudismo, era una demostración de modos de ser que implicaban nociones básicas de salud. Entre las prácticas de higiene y salud preconizadas en el país estaban el vegetarianismo, la gimnasia, los baños de mar, la heliopatía y la prevención de enfermedades venéreas.

## Historia

### De los años 1930 a los años 1950

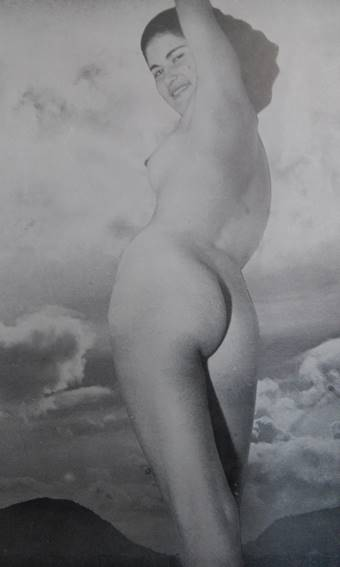
Mujer desnuda publicada en la revista Saúde e Nudismo (1952).

El naturismo en Brasil surgió a mediados de la década de 1930, donde algunas de las ideas circularon en la prensa de Río de Janeiro. Sin embargo, en 1950 se produjo un boom editorial. El nudismo fue apoyado por una parte de la intelectualidad brasileña, como médicos, periodistas y generales. Entre los principales autores de la época se encontraba Dora Vivacqua, bailarina conocida como Luz del Fuego, quien escribió el libro A Verdade Nua («La verdad desnuda», 1948), que defendía la práctica del nudismo. En 1949, también creó el Partido Naturista Brasileño (PNB), que defendía la creación de campamentos nudistas, lo que llevó a cabo en 1952, en la isla del Sol. Entre quienes frecuentaban el lugar estaba el general Osmar Paranhos. Otro autor importante fue Fernando de Azevedo, quien en 1920 escribió un manifiesto defendiendo la educación física para las mujeres, para que tuvieran fuerza para tener hijos. José de Albuquerque y Arthur Ramos fueron dos pensadores importantes de la época que intentaron repensar la enseñanza de la sexualidad a los niños, yendo directamente en contra de lo predicado por los religiosos. Los primeros vieron la sexualidad de un modo más funcional y trataron de acuñar una nueva moral sexual, alejándose del supuesto de que servía a la reproducción de la especie. El segundo luchó contra una «cultura del silencio», a pesar de considerar la educación sexual un problema. A pesar de la defensa al menos parcial de las ideas por parte de intelectuales y activistas, la práctica se realizó en secreto.
Entre los críticos del naturalismo estaba Tristão de Ataíde, quien en 1950 escribió un artículo para Folha de S. Paulo calificando al movimiento, junto con el ateísmo, como una amenaza para la civilización cristiana. Álvaro Negromonte predicó contra la desnudez y la educación sexual para niños.
Además, circularon al menos diez revistas que escribieron artículos y publicaron fotografías de mujeres y niños desnudos. Entre ellas se encuentran Naturalismo (1951), Naturalismo (1952), Saúde e Nudismo, Revista Venus, Nudismo e Beleza, Saúde, Sol e Alegria, Nu e Beleza, Nu Artístico y Álbum Livre-Culturista. No era raro que los escritores fueran médicos liberales que firmaban con seudónimos y formaban parte de la Asociación de Libre Culturismo. Las revistas se vendían a mayores de 21 años y costaban hasta tres veces más que revistas como O Cruzeiro. Las revistas afirmaban que su contenido no era pornográfico y que su objetivo era regular la desnudez colectiva, aportando una estética supuestamente desexualizada que retrataba a individuos o familias en actividades cotidianas. Algunas revistas admitieron haber publicado desnudos artísticos con el pretexto de servir como propaganda y atraer a la gente al naturismo. Fueron una de las primeras publicaciones en presentar imágenes de mujeres completamente desnudas en la portada y se convirtieron en un éxito editorial. Además, el vello púbico no fue censurado. La pornografía era de difícil acceso y la masturbación era considerada un pecado muy grave por la Iglesia y un vicio de la imaginación por los psiquiatras. El poco material se limitaba a musas del cine, anuncios de ropa interior de marcas como Valisère y Vivian y revistas femeninas como A Cigarra, Jornal das Moças y Anuário das Senhoras. El debate en aquella época sobre las revistas giraba principalmente en torno a las imágenes, no al texto. Los periódicos cambiaron abruptamente el modo de tratar el nudismo y exigieron explicaciones a los editoriales. Aunque muchas de las revistas predicaban la prevención de enfermedades venéreas, eran vistas como una excusa para difundir obscenidades e incluso promover orgías.
Estas revistas sufrieron gran persecución y censura en Brasil, especialmente en Río de Janeiro, São Paulo y Belo Horizonte. La comisaría de aduanas tomó la iniciativa y confiscó muchas de las ediciones, ya que estaban comprendidas en los artículos 233 y 234 del Código Penal de 1940. Los infractores que publicaran material obsceno podían ser encarcelados entre seis meses y dos años o pagar una multa de entre dos mil a cinco mil cruzeiros. Los editores fueron demandados, pero las decisiones fueron criticadas por las revistas con base en casos ocurridos en Estados Unidos, y algunos de los editores comenzaron a apoyar la creación de comités de expertos para determinar si una publicación era pornográfica o no. Algunas decisiones judiciales fueron revocadas y las publicaciones comenzaron a venderse en sobres. Las revistas duraron poco, pero su impacto en la sociedad brasileña fue grande.

### De los años 1960 a los años 1980
El movimiento entró en una segunda fase después de la llegada de la dictadura militar en 1964. Paulo Pereira escribió un perfil de Luz del Fuego para la revista alemana Freies Leden, escribió dos libros sobre nudismo, Corpos nus y Naturalmente, y fundó la Asociación Naturista Brasileña junto con Daniel de Brito Filho y Tacito Antonio Heit.

### 1990 hasta el presente
Con el fin de la dictadura, hubo un aumento de la actividad naturista en el país, principalmente con la apertura de playas nudistas, como la Praia do Pinho y la Praia do Abricó. Las ideas naturistas también se difundieron a través de nuevas revistas, como Brasil Naturalista y Olho Nu, así como a través de Internet. En 2009, había alrededor de 250 mil nudistas en Brasil. Sin embargo, todavía hay resistencia. En 2009, la Praia do Abricó enfrentaba una demanda en el Tribunal Superior de Justicia que amenazaba con cerrar el lugar.

## Playas nudistas
La Federación Brasileña de Naturismo reconoce ocho playas nudistas como naturistas:
- Praia do Pinho (Balneário Camboriú)
- Praia de Pedras Altas (Palhoça)
- Praia da Galheta (Florianópolis)
- Praia de Barra Seca (Linhares)
- Praia Olho de Boi (Armação dos Búzios)
- Praia do Abricó (Rio de Janeiro)
- Praia de Tambaba (Conde)
- Praia de Massarandupió (Entre Rios)